# Романюк Олександр Никифорович
Олекса́ндр Ники́форович Романю́к (нар. 30 квітня 1958) — український науковець, перший проректор Вінницького національного технічного університету (2010-червень 2018), доктор технічних наук (2009), професор (2011), відмінник освіти України (2015), заслужений діяч науки і техніки України (2020).

## Життєпис
Олександр Никифорович Романюк народився 30 квітня 1958 року у селищі Плужне Хмельницької області у сім'ї службовців. У 1975 році закінчив з відзнакою середню школу смт Браїлів. Одразу після закінчення школи вступив до Вінницького політехнічного інституту (ВПІ) на факультет Автоматики та обчислювальної техніки. В 1980 році отримав диплом ВПІ з відзнакою за спеціальністю «Електронні обчислювальні машини».

## Професійна діяльність
1980 — закінчив з відзнакою Вінницький політехнічний інститут (ВПІ) за спеціальністю «Електронні обчислювальні машини»
1980 — інженер спеціалізованого конструкторсько-технологічного бюро засобів відеотермінальної техніки «Термінал» м. Вінниці
1982 — працює у ВПІ на посадах інженера, молодшого наукового співробітника
1987 — закінчив аспірантуру ВПІ за спеціальністю «Елементи і пристрої обчислювальної техніки та систем управління»
1988 — захистив кандидатську дисертацію на тему «Інформаційні вимірювальні системи на основі програмно-апаратних і табличних лінійних інтерполяторів»
1988—1989 — працює ведучим конструктором, завідувачем сектору спеціалізованого конструкторсько-технологічного бюро «Модуль» ВПІ
1989 — старший викладач кафедри прикладної математики та обчислювальних систем ПМОС ВПІ
1991 — доцент кафедри ПМОС Вінницького державного технічного університету (ВДТУ)
2008 — захистив докторську дисертацію зі спеціальності «Комп'ютерні системи і компоненти» на тему «Високопродуктивні методи та засоби кінцевої візуалізації тривимірних зображень у системах комп'ютерної графіки»
2008—2010 — старший викладач, доцент, професор кафедри програмного забезпечення Вінницького національного технічного університету (ВНТУ)
2010-2018 — перший проректор ВНТУ
2011 — присвоєно вчене звання професора

## Наукові ступені та вчені звання
1988 — присуджено науковий ступінь кандидата технічних наук
1991 — присвоєно вчене звання доцента кафедри прикладної математики та обчислювальних систем
2009 — присуджено науковий ступінь доктор технічних наук зі спеціальності "Комп'ютерні системи та компоненти"
2011 — присвоєно вчене звання професоракафедри програмного забезпечення.

## Звання та нагороди
1984—1986 — Срібна та бронзова медаль ВДНГ СРСР
1988 — Диплом переможця Республіканського історичного конкурсу
1989 — Диплом переможця Міжнародного польського конкурсу
1990 — Диплом переможця Всесоюзного конкурсу студентських наукових робіт
2000 — Грамота Академії педагогічних наук України за суттєвий внесок у розвиток педагогіки вищої школи, підготовку висококваліфікованих інженерно-технічних кадрів
2005 — Почесна грамота Вінницької обласної державної адміністрації за сумлінну працю, особистий внесок у підготовку висококваліфікованих фахівців
2006 — Грамота управляння освіти і науки Вінницької обласної державної адміністрації за активну участь у II етапі конкурсу професійної майстерності
2006 — Грамота МОНУ науковому керівнику переможця Всеукраїнського конкурсу студентських наукових робіт 2005/2006 н.р. з напрямку «Інформатика і кібернетика»
2007 — Грамота МОНУ науковому керівнику переможця Всеукраїнського конкурсу студентських наукових робіт з напрямку «Інформатика та кібернетика»
2007 — Почесна грамота Міністерства освіти і науки України за багаторічну сумлінну працю, вагомий особистий внесок у розвиток наукової сфери
2011 — Почесний диплом МОНУ, Національної академії педагогічних наук України за плідну науково-педагогічну діяльність по удосконаленню змісту навчально-виховного процесу
2011 — Диплом МОНУ, Національної академії педагогічних наук України за проведення семінарів, круглих столів та презентацій на виставці «Освіта та кар'єра — 2011»
2011 — Медаль Управління Української Служби порятунку за проявлену громадську ініціативу, вклад в розвиток та становлення Української служби Порятунку
2011 — Почесний диплом МОНУ, Національної академії педагогічних наук України за активну участь у розробці і упровадженню освітніх інновацій
2011 — Грамота МОНУ науковому керівнику переможця Всеукраїнського конкурсу студентських наукових робіт 2010/2011 н.р. з напрямку «Інформатика і кібернетика»
2013 — Грамота МОНУ науковому керівнику переможця Всеукраїнського конкурсу студентських наукових робіт 2012/2013 н.р. з напрямку «Інформатика і кібернетика»
2013 — Почесний диплом МОНУ, Національної академії педагогічних наук України за розробку і презентацію інноваційних освітніх проектів
2013 — Грамота Вінницької ОДА за сумлінну працю, високий професіоналізм, ваговий особистий вклад у справу навчання і виховання підростаючого покоління
2014 — Подяка за розвиток освіти та підготовку кадрів, які володіють сучасними методиками та навичками застосування інноваційних програмних продуктів AUTODESK
2014 — Диплом ТОП-100 провідних викладачів технологій AUTODESK
2015 — Диплом переможця Міжнародного творчого конкурсу «Інтербріг» в номінації «Творчі роботи і методичні розробки педагогів»
2015 — Грамота МОНУ науковому керівнику переможця Всеукраїнського конкурсу студентських наукових робіт 2014/2015 н.р. з напрямку «Прикладна геометрія, інженерна графіка та ергономіка»
2015 — нагороджений нагрудним знаком МОН України «Відмінник освіти України»
2016 — Почесна грамота Міністерства освіти і науки, Національної академії педагогічних наук України за активну діяльність із підвищення ефективності освітньої та науково-дослідної роботи
2016 — Диплом керівника переможця V1 Міжнародного конкурсу «Ерудит» наукових студентських робіт
2016 — Диплом International france art competition the official international competitions in Europe за заслуги в розвитку культури та мистецтва
2016 — Диплом переможця Міжнародного конкурсу педагогів «Створення успіху»
2016 — Грамота Міжнародного конкурсу-виставки «Розфарбуй мрію» за підготовку переможців
2017 — Диплом International france art competition the official international competitions in Europe за заслуги в розвитку культури та мистецтва
2017 — Подяка Національної академії педагогічних наук України за активну діяльність із запровадження інноваційних наукових і навчально-виховних проектів в освітню практику
2017 — Диплом переможця Міжнародного творчого конкурсу «Інтербріг» в номінації «Сучасні освітні технології»
2017 — Диплом фонду «Євразія» за підготовку переможців Міжнародного конкурсу «Творчість без меж» (Болгарія)
2018 — Почесна грамота НАН України,  ДНУ «Інститут модернізації змісту освіти» МОН України за наполегливу плідну працю з упровадження інформаційних технологій в освітню та наукову діяльність
2018 — нагороджений нагрудним знаком  МОН України "За наукові та освітні досягнення"
2020 — присвоєно почесне звання "Заслужений діяч науки і техніки України" 
2020 — нагороджений орденом «За особисті заслуги в галузях освіти, культури та мистецтва».
2020 — орден «For merits in science, culture and art» (Франція, Іспанія)
2021 — диплом переможця (1 місце) на Міжнародному конкурсі педагогічних проектів «Золотій формулі» (Німеччина)
2021 — Гран-прі на Міжнародному конкурсі науково-педагогічних проектів (Лондон, 15 серпня 2021) за проект «Методика викладання комп’ютерної графіки»
2024 — Почесна грамота від департаменту гуманітарної політики Вінницької обласної військової адміністрації.

## Наукова, педагогічна та навчально-методична робота
Напрямок наукових досліджень: розробка методів і засобів високореалістичного формування тривимірних графічних зображень.

### Романюк О. Н. був науковим керівником цілої низкинауково-дослідних робіт (НДР)
- НДР «Розробка високоефективних методів формування та перетворення зображень» (номер державної реєстрації 0197U013140) відповідно до координаційного плану науково-дослідних робіт Міністерства освіти України (наказ № 37 від 13.02.1997 р.) за напрямком — «Перспективні інформаційні технології, прилади комплексної автоматизації, системи зв'язку» відповідно до Державної науково-технічної програми 6.4.4. «Відкриті інформаційно-вимірювальні системи та автоматизація вимірювань» (1994 р.);
- НДР «Розробка принципів і засобів побудови конкурентоспроможних графічних пристроїв» (номер державної реєстрації 0195U025150);
- НДР «Дослідження принципів побудови спеціалізованого графічного контролера з розширеними функціональними можливостями» за договором № 5503 з ПО «Термінал» (1990 р.) (номер державної реєстрації 0190U067091);
- НДР «Розробка принципів і засобів реалізації спеціалізованих малогабаритних дисплеїв» за договором № 5506 з підприємством «Термінал-спецтехніка» (1991 р.);
- НДР «Розробка ВІС лінійного інтерполятора для символьно-графічного дисплея Т3300» за договором № 42-21 з ПО «Термінал» (1991 р.);
- НДР «Розробка принципів і засобів реалізації високопродуктивних графічних контролерів» за договором № 5509-П з НВО «Комос-наука» м. Київ (1992—1993 р.);
- НДР «Розробка високопродуктивних засобів дисплейної техніки» за договором № 5510 з НВО «Комос-наука» м. Київ (1993);
- НДР «Розробка вузлів спеціалізованого модуля індикації» за договором № 5514 з АТ «Інтромарин» (1994 р.);
- НДР «Розробка вузлів швидкодіючого графічного контролера на основі ПЛІС» за договором № 5516 з НВО «Комос-наука» (1995 р.);
- НДР «Розробка високопродуктивної графічної станції» за договором № 5512 з НВО «Комос-наука» (1999 р.);
- НДР «Співпраця між Україною та Румунією в галузі розподілених систем (CobURDiS)», (номер державної реєстрації 0106U005307) (2006 р.). У перших одинадцяти НДР Романюк О. Н. був науковим керівником, в останній — виконавцем[4].

### Розробив
- символьно-графічний дисплей Т3300 за авторським свідоцтвом СРСР на винахід № 1539826, який серійно випущено ПО «Термінал» обсягом 31941 шт. з економічним ефектом від впровадження у народне господарство 10995513 крб.;
- ВІС лінійного інтерполятора на основі БМК 1515 ХМ1 (прошивка № 67, м. Зєлєноград) за авторським свідоцтвом СРСР на винахід № 31591010;
- спеціалізований модуль відображення графічної інформації для універсальної системи збору й реєстрації даних сейсморозвідки «Інтромарин — 240»;
- відеоконтролер на основі процесора ЕР9315.V1 і шейдерні програми;
- високопродуктивну графічну станцію, для якої розроблено та виготовлено 8 ВІС на основі ПЛІС;
- спеціалізований контролер для формування графічної інформації для модуля індикації на основі екологічно чистої ЕПТ із прямонакальним катодом; ,
- ВІС генератора векторів для символьно-графічного дисплея СМ 7238;
- графічні сопроцесори та шейдерні програми для дисплеїв МС7105, МС7106, МС7401, графічного дисплея A23QU12X02 для банкоматів

### Викладає дисципліни
— Комп'ютерна графіка
 — САПР засобів обчислювальної техніки
 — Бази даних
 — Оцінка якості результатів наукових досліджень
Романюк О. Н. керує аспірантурою ВНТУ.
Наукові та науково-методичні результати роботи Романюка О. Н. опубліковано у понад 900 науково-методичних працях, серед яких 15 монографій, 60 патентів, 30 навчально-методичних праць, 75 свідоцтв на реєстрації авторських прав на комп'ютерні програми у Державному департаменті інтелектуальної власності України.
Романюк О. Н. є науковим керівником понад 1500 переможців міжнародних конкурсів з комп'ютерної графіки, зокрема, в Канаді, Португалії, Андорі, Австрії, Болгарії, Франції, Казахстані, Росії, Швеції, Чехії, ОАЕ, Португалії, Словенії.
Член спеціалізованих рад зі захисту дисертацій Д 05.052.01, 05.11.17, Д 41.052.01.
Член редколегії наукових журналів «Вісник Вінницького політехнічного інституту», «Інформаційні технології та комп'ютерна інженерія», «Оптико-електронні інформаційно-енергетичні технології», «Вимірювальна та обчислювальна техніка в технологічних процесах».

## Монографії та навчальні посібники
1. Пєтух А. М. Інтерполяція в задачах контурного формоутворення: монографія / А. М. Пєтух, Д. Т. Обідник, О. Н. Романюк. — Вінниця: ВНТУ, 2007. — 103 с.

2. Романюк О. Н. Високопродуктивні методи та засоби зафарбовування тривимірних графічних об'єктів: монографія / О. Н. Романюк, А. В. Чорний. — Вінниця: УНІВЕСУМ-Вінниця, 2006. — 190 с.

3. Романюк О. Н. Методи та засоби антиаліайзингу контурів об'єктів у системах комп'ютерної графіки: монографія / О. Н. Романюк, М. С. Курінний. — Вінниця: УНІВЕСУМ-Вінниця, 2006. — 163 с.

4. Пєтух, А. М. Нерівномірністні характеристики дискретно-фазових частотно-імпульсних потоків: монографія / А. М. Пєтух, Д. Т. Обідник, О. Н. Романюк. — Вінниця: ВНТУ, 2009. — 89 с.

5. Романюк О. Н. Веб-дизайн і комп'ютерна графіка: навчальний посібник / О. Н. Романюк, Д. І. Катєльніков, О. П. Косовець. — Вінниця: ВНТУ, 2007. — 142 с.

6. Романюк О. Н. Комп'ютерна графіка: навчальний посібник / О. Н. Романюк — Вінниця: ВДТУ, 2001. — 129 с.

7. Романюк О. Н. Організація баз даних та знань / О. Н. Романюк, Т. О. Савчук. — Вінниця: ВДТУ, 2001.

8. Романюк О. Н. 3DS MAX для початківців / О. Н. Романюк, В. В. Войтко, О. О.  Досужій, В. Б. Романенко, О. В. Романюк, М. Д. Обідник. — Вінниця: Едельвейс, 2015. — 100 с.

9. Пєтух А. М. Мови запитів, управління транзакціями, розподілена обробка даних: навчальний посібник / А. М. Пєтух, О. Н. Романюк, О. В. Романюк — Вінниця: ВДТУ, 2017. — 129 с.

10. Współczesne problemy informatyki. Algorytmy i modelowanie / O. Romanyuk and others / Wydawnictwo Wyższej Szkoły Menedżerskiej Legnica, 2007, — 198 p.

11. Wójcik Waldemar. Information Technology in Medical Diagnostics / Waldemar Wójcik, Andrzej Smolarz, Olexandr Romanyuk and others. July 11, 2017 by CRC Press . — 210 p.

12. Współczesne Problemy Informatyki. Seria: monografie i prace naukowe. Legnica: Wydawnictwo Wyższej Szkoły Menedżerskiej. — 2006. — 302 p.